# Chantelle (merk)

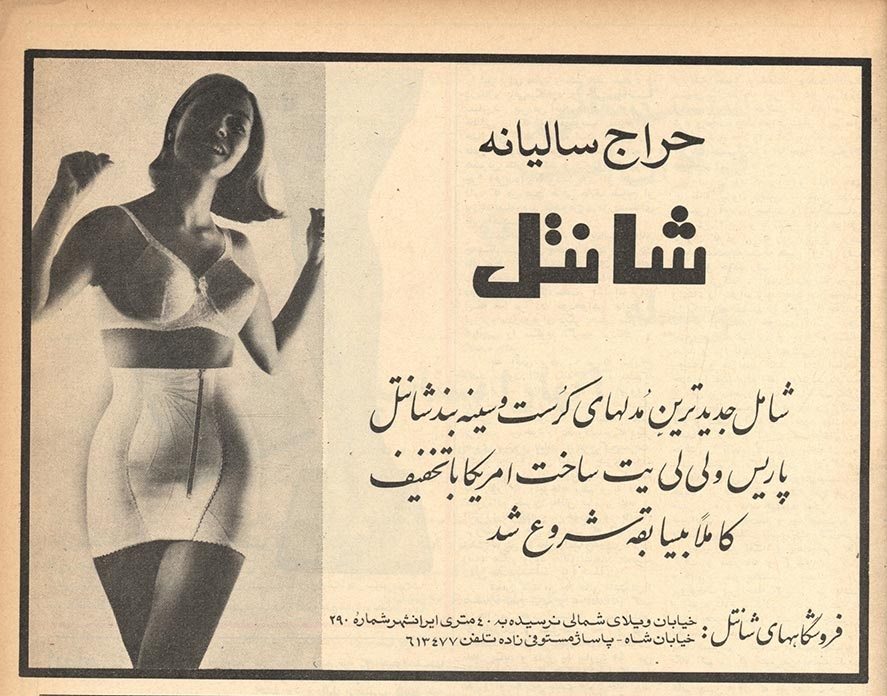
Chantelle Lingerie (1971)

Chantelle is een lingeriemerk van de Franse Groupe Chantelle, dat onder andere ook Passionata produceert. Chantelle specialiseert zich in degelijke en elegante fullcupbeha's in een wat hoger prijssegment. Het merk heeft ook zwemkleding, figuurcorrigerend ondergoed en onderbroeken voor dames.
Het bedrijf waaruit Chantelle ontstond, werd in 1876 opgericht als fabrikant van elastisch breiwerk. In de jaren 1900 ging het bedrijf elastische korsetten produceren en in 1949 werd het merk Chantelle gelanceerd voor elastische heupkorsetten. In 1962 opende het een behafabriek in Épernay. 
Chantelle heeft geen eigen winkels of webwinkel. In 2014 nam Chantalle het lingeriemerk Livera over van Euretco, dat op zijn beurt eerder fuseerde met Intres.